# 楊經 (嘉靖丁未進士)
楊經（1510年—？），字子正，號玉峰，雲南雲南左衛軍籍，直隸盧龍縣人，明朝政治人物。

## 生平
嘉靖十年（1531年）辛卯科雲貴鄉試第二十一名舉人。嘉靖二十六年（1547年）中式丁未科會試第二百八十四名，登第三甲第一百九十一名進士。刑部觀政，歷四川布政司照磨、富顺知县、南吏部主事、稽勋司郎中，出为成都府知府。

## 家族
曾祖楊文；祖父楊名；父楊漌，母張氏。子杨生春（丙子举人）。